# FK Rīga
El FK Rīga fue un equipo de fútbol de Letonia que alguna vez jugó en la Virsliga, la liga de fútbol más importante del país.

## Historia
Fue fundado en el año 1999 en la capital Riga, ganando el torneo de Copa en su año de fundación, pero nunca llegó a ganar el torneo de Liga, ya que su mejor puesto fue tercer lugar.
A nivel internacional participó en 2 torneos continentales, donde su mejor participación fue en la Copa Intertoto de la UEFA 2008, donde fue eliminado en la Tercera Ronda por el IF Elfsborg de Suecia.
Al finalizar la temporada 2007/08, el equipo quedó en bancarrota por serios problemas financieros y su escuela de fútbol se unió al FK Olimps/ASK, al cual se le conoce como RFS/Olimps. Oficialmente desapareció en el año 2008 tras fusionarse con el Olimps/ASK Rīga para crear al Olimps/RFS Rīga.

## Palmarés
- Copa de Letonia: 1

1999

## Participación en competiciones de la UEFA
| Temporada | Torneo         | Ronda      | Club            | Marcador |
| --------- | -------------- | ---------- | --------------- | -------- |
| 1999/2000 | Copa UEFA      | Preliminar | Helsingborgs IF | 0-0, 0-5 |
| 2008      | Copa Intertoto | 1          | ÍF Fylkir       | 1–2, 2–0 |
| 2008      | Copa Intertoto | 2          | Bohemian        | 1–0, 1–2 |
| 2008      | Copa Intertoto | 3          | Elfsborg        | 0–1, 0–0 |

## Entrenadores
| - Jānis Gilis (1999) - Georgijs Gusarenko (2000–2001) - Viktors Ņesterenko (2001–2002) - Aleksandrs Dorofejevs (2002) | - Georgijs Gusarenko (2002) - Viktors Ņesterenko (2002–2003) - Paul Anthony Ashworth (2004) - Ēriks Grigjans (2005–2006) | - Sergejs Semjonovs (2006–2007) - Genādijs Morozovs (2008) - Anatolijs Šeļests (2008) |

## Jugadores

### Jugadores destacados
| - Sergei Chepchugov - Jurijs Žigajevs - Grigori Chirkin - Mihails Miholaps - Andrey Agafonov - Kristaps Grebis - Oļegs Baikovs - Mindaugas Kalonas - Tadas Papečkys - Igors Korabļovs | - Ivan Shpakov - Maksims Rafaļskis - Pāvels Mihadjuks - Vladimirs Žavoronkovs - Vladimirs Babičevs - Gints Freimanis - Artūrs Zakreševskis |